# Богіш (комуна)
Богіш (рум. Boghiș) — комуна у повіті Селаж в Румунії. До складу комуни входять такі села (дані про населення за 2002 рік):
- Богіш (1509 осіб) — адміністративний центр комуни
- Бозієш (297 осіб)

Комуна розташована на відстані 399 км на північний захід від Бухареста, 24 км на захід від Залеу, 78 км на північний захід від Клуж-Напоки.

## Населення
У 2009 році у комуні проживали 1892 особи.